# Condado de Simpson (Kentucky)
El condado de Simpson (en inglés: Simpson County), fundado en 1819, es uno de 120 condados del estado estadounidense de Kentucky. En el año 2000, el condado tenía una población de 16,405 habitantes y una densidad poblacional de 27 personas por km². La sede del condado es Franklin.

## Geografía
Según la Oficina del Censo, el condado tiene un área total de 611 km² (235,9 mi²), de la cual 611 km² (235,9 mi²) es tierra y 0 km² (0 mi²) (0.0%) es agua.

### Condados adyacentes
- Condado de Warren (norte)
- Condado de Allen (este)
- Condado de Sumner (Tennessee) (sureste)
- Condado de Robertson (Tennessee) (suroeste)
- Condado de Logan (oeste)

## Demografía
Según la Oficina del Censo en 2000, los ingresos medios por hogar en el condado eran de $36,432, y los ingresos medios por familia eran $42,525. Los hombres tenían unos ingresos medios de $32,160 frente a los $22,667 para las mujeres. La renta per cápita para el condado era de $17,150. Alrededor del 11.60% de la población estaban por debajo del umbral de pobreza.

## Localidades
- Franklin
- Gold City
- Middleton
- Prices Mill
- Providence
- Salmons